# Équipe d'Australie de rugby à XV au tri-nations 2004
 (septembre 2023).
Si vous disposez d'ouvrages ou d'articles de référence ou si vous connaissez des sites web de qualité traitant du thème abordé ici, merci de compléter l'article en donnant les références utiles à sa vérifiabilité et en les liant à la section « Notes et références ».
L'Équipe d'Australie de rugby à XV au tri-nations 2004 est composée de 23 joueurs. Elle termine deuxième de la compétition avec 10 points, deux victoires et deux défaites.

## Classement
| Rang | Pays                 | J | V | N | D | Bo | Bd | Pm  | Pe | Diff | Pts |
| ---- | -------------------- | - | - | - | - | -- | -- | --- | -- | ---- | --- |
| 1    | Afrique du Sud       | 4 | 2 | 0 | 2 | 1  | 2  | 110 | 98 | +12  | 11  |
| 2    | Australie            | 4 | 2 | 0 | 2 | 1  | 1  | 79  | 83 | -4   | 10  |
| 3    | Nouvelle-Zélande (T) | 4 | 2 | 0 | 2 | 0  | 1  | 83  | 91 | -8   | 9   |

|  | Vainqueur de la compétition (no 1). |
|  | T : Tenant du titre 2003            |

Attribution des points : victoire sur tapis vert : 5, victoire : 4, match nul : 2, défaite : 0, forfait : -2 ; plus les bonus (offensif : 3 essais de plus que l'adversaire ; défensif : défaite par 7 points d'écart ou moins).
Règles de classement : ?

## Effectif

### Première ligne
- Bill Young
- Jeremy Paul
- Brendan Cannon
- Matt Dunning
- Al Baxter
- Radike Samo

### Deuxième ligne
- Nathan Sharpe (1 fois capitaine)
- Justin Harrison
- Daniel Vickerman

### Troisième ligne
- Phil Waugh
- George Smith
- David Lyons
- John Roe

### Demi de mêlée
- George Gregan (3 fois capitaine)
- Chris Whitaker
- Matt Henjak

### Demi d’ouverture
- Stephen Larkham

### Trois-quarts centre
- Matt Giteau
- Stirling Mortlock

### Trois-quarts aile
- Lote Tuqiri
- Wendell Sailor
- Clyde Rathbone

### Arrière
- Chris Latham